# Satis (raïon de Diveïevo)
Satis (Са́тис) est un village de Russie, siège administratif du conseil rural de Satis (qui comprend sept localités) du raïon (arrondissement) de Diveïevo dans l'oblast de Nijni Novgorod. 

## Géographie
Le village se trouve au bord de la rivière Satis (affluent droit de la Mokcha dans le bassin de l'Oka) à 160 km au sud de Nijni Novgorod, la capitale régionale, et à 12 km au sud du chef-lieu d'arrondissement, Diveïevo.
Il y a une réserve naturelle sur les terres de Satis; mais son nom la rattache à la Mordovie.

## Histoire
Les terres de l'arrondissement (raïon) actuel de Satis sont demeurées inhabitées jusqu'au milieu du XIXe siècle. Elles étaient recouvertes de forêts épaisses. Les terres alentour appartenaient au conseiller de la cour Navrotski.
En 1864, Navrotski fait construire une distillerie qu'il donne en location aux marchands Lachkine d'Ardatov. Un village commence alors à apparaître pour les ouvriers. Ce sont les débuts de Satis.

## Population
- 2002 : 3091 habitants
- 2010 : 2652 habitants[2]

## Entreprises
- Technoparc «Quantorium»
- Technoparcк «Systema».
- Technoparc «Intel».

## Infrastructures
Le village dispose d'un bureau de la Poste de Russie (code postal 607328) et d'une église de bois construite en 2008 et dédiée à saint Séraphin de Sarov. Elle dépend de l'éparchie de Lyskovo.